# International Pop Underground Convention
International Pop Underground Convention — концертный музыкальный сборник, вышедший в 1991 году, документирующий фестиваль International Pop Underground Convention, проходивший на протяжении 6 дней в Театре Капитол в Олимпии, Вашингтон в августе 1991 года.

## Об альбоме
Фестиваль был организован Кэлвином Джонсоном из K Records, который также играл на этом фестивале в составе Beat Happening. Альбом доступен на компакт-дисках и для скачивания на сайте K Records.

## Список композиций
1. Scrawl — Clock Song (Go Girl Go) — 3:06
2. The Nation of Ulysses — Shakedown — 3:24
3. The Pastels — Speedway Star — 2:50
4. Melvins — Charmicarmicat — 5:45
5. L7 — Packin' a Rod — 2:33
6. The Spinanes — Jad Fair Drives Women Wild — 4:09
7. Seaweed — Bill — 3:03
8. Shadowy Men on a Shadowy Planet — They Don’t Call them Chihuahuas Anymore — 2:31
9. Kreviss — Sandi’s Song — 3:49
10. Some Velvet Sidewalk — Curiosity — 1:58
11. Mecca Normal — Strong White Male — 3:01
12. Courtney Love — Motorcycle Boy — 2:24
13. Unwound — Bionic — 3:06
14. Rose Melberg — My Day — 2:47
15. Fugazi — Reprovisional — 4:39
16. Bratmobile — Punk Rock Dream Come True — 1:49
17. Girl Trouble — Bring on the Dancing Girls — 3:18
18. Kicking Giant — This Sex — 4:30
19. Fastbacks — Impatience — 2:51
20. Mark Hosler, Steve Fisk, and Bob Basanich — Customer Service Breakthrough — 6:21
21. Beat Happening — Nancy Sin — 2:47